# Emmanuel de Margerie
Emmanuel Marie Pierre Martin Jacquin de Margerie ou somente Emmanuel de Margerie (Paris, 11 de novembro de 1862 — Paris, 20 de dezembro de 1953) foi um geólogo e geofísico francês.
Destacou-se pelo seu trabalho sobre a geologia tectônica de partes da França e especialmente dos Pirenéus.
Foi eleito membro estrangeiro da Royal Society em 1931 e membro da Academia Francesa das Ciências, departamento de mineralogia, em 1939.
Foi laureado com o Prémio Prestwich em 1912 e com o Prémio Gaudry em 1953, ambos pela Société géologique de France, com a Medalha Geográfica Cullum em 1919 pela American Geographical Society (AGS), com a Medalha Mary Clark Thompson em 1923 pela National Academy of Sciences, com a Medalha de Ouro Pio XI em 1943 pela Pontifícia Academia das Ciências, com a medalha Lyell em 1921 e com a medalha Wollaston em 1946, ambas pela Sociedade Geológica de Londres.
Uma geleira de 34 km no estado norte-americano do Alasca, "geleira de Margerie", que visitou em 1913, foi nomeada em sua homenagem.

## Obras
- "Traité de Géologie"
- "Geographic Physique"
- "Etudes Americaines Geologie et Geographie Tome 1"